# Santiago de los Caballeros
Santiago de los Caballeros (även Santiago de los Trienta Caballeros, i vardagstal Santiago kort och gott) är en kommun belägen vid floden Yaque del Norte i den norra delen av Dominikanska republiken. Kommunen har cirka 1 343 000 invånare. Vid folkräkningen 2010 bodde 550 753 invånare i centralorten. Staden grundades år 1495 men på en annan plats och flyttades till den nuvarande år 1506 efter en jordbävning. Santiago de los Caballeros är den administrativa huvudorten för provinsen Santiago. 